# مگان گانز
مگان گانز (انگلیسی: Megan Ganz؛ زادهٔ ۱ ژوئن ۱۹۸۴) فیلم‌نامه‌نویس و ویراستار اهل ایالات متحده آمریکا است. وی از سال ۲۰۰۶ میلادی تاکنون مشغول فعالیت بوده‌است.
از فیلم‌ها یا مجموعه‌های تلویزیونی که وی در آن‌ها نقش داشته‌است، می‌توان به فیلادلفیا همیشه آفتابی است، اجتماع، خانواده امروزی، آخرین مرد روی زمین و جستجوی افسانه‌ای اشاره نمود.